# Radoboj
Radoboj je naselje na Hrvaškem, ki je središče občine Radoboj Krapinsko-zagorske županije.

## Zgodovina
V arhivskih listinah se kraj prvič omenja leta 1334. V kraju stoji enoladijska gotska župnijska cerkev Presvetog Trojstva, ki so ji v 17. stoletju prizidali zvonik in 1721 dodali stranski baročni kapeli. Večji razvoj kraja se je začel po letu 1811, ko so v bližini odkrili nahajališča žvepla in premoga. V Radoboju je bil eden od redkih rudnikov žvepla v Evropi. Obratoval je do 2. svetovne vojne. Arheološke raziskave so odkrile artefakte iz železne dobe, iz antične Grčije pa zlatnike, ki prikazujejo glavi Atene in Nike.

## Demografija
| Pregled števila prebivalcev po letih | Pregled števila prebivalcev po letih | Pregled števila prebivalcev po letih | Pregled števila prebivalcev po letih | Pregled števila prebivalcev po letih | Pregled števila prebivalcev po letih | Pregled števila prebivalcev po letih | Pregled števila prebivalcev po letih | Pregled števila prebivalcev po letih | Pregled števila prebivalcev po letih | Pregled števila prebivalcev po letih | Pregled števila prebivalcev po letih | Pregled števila prebivalcev po letih | Pregled števila prebivalcev po letih | Pregled števila prebivalcev po letih |
| ------------------------------------ | ------------------------------------ | ------------------------------------ | ------------------------------------ | ------------------------------------ | ------------------------------------ | ------------------------------------ | ------------------------------------ | ------------------------------------ | ------------------------------------ | ------------------------------------ | ------------------------------------ | ------------------------------------ | ------------------------------------ | ------------------------------------ |
| 1857                                 | 1869                                 | 1880                                 | 1890                                 | 1900                                 | 1910                                 | 1921                                 | 1931                                 | 1948                                 | 1953                                 | 1961                                 | 1971                                 | 1981                                 | 1991                                 | 2001                                 |
| 1115                                 | 1157                                 | 1264                                 | 1388                                 | 1455                                 | 1664                                 | 1632                                 | 1879                                 | 1591                                 | 1810                                 | 1629                                 | 1505                                 | 1414                                 | 1359                                 | 1295                                 |